# Les Forgerons (film, 1896)
Pour l’article homonyme, voir Les Forgerons.
Pour plus de détails, voir Fiche technique et Distribution.
Les Forgerons est un film français de Georges Méliès, sorti en 1896. Actuellement, le film est considéré comme perdu.